# Inscrição de Xerxes
A Inscrição de Xerxes (em árabe: سنگ‌نبشته خشایارشا در ترکیه) é escrito em três línguas, antigo persa, acadiano e elamita. Está localizada perto do Lago de Vã na Turquia.

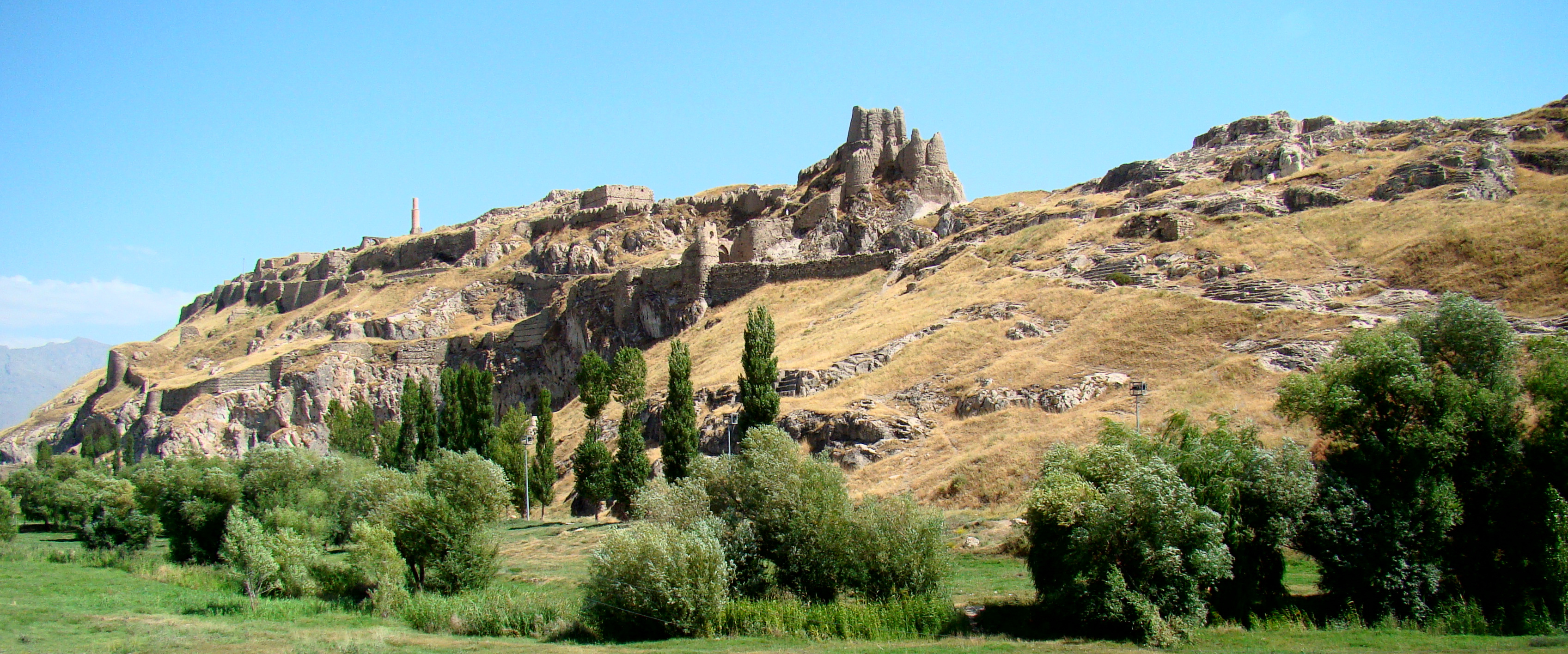
A antiga fortaleza a poucos quilômetros a oeste da atual Vã na parte leste da Turquia, originalmente a sede do reino urartiano.

## Descrição
Esta inscrição foi materializada por Ciro, o grande, mas por algum motivo ele foi deixado vazio, até que seu filho, Xerxes, a concluiu. A escritura em pedra é escrita da esquerda para a direita, em 27 de linhas e 3 colunas. Ela foi escrita em três línguas, antigo persa, acadiano e elamita. Esta é a única inscrição em acádio fora das fronteiras de hoje do irã.

## Uma descoberta por um casal iraniano
A escritura é conhecida desde 1286. Em 1907, uma expedição foi feita até esta escritura para que especialistas em línguas antigas a lessem e traduzissem. A primeira vez, em 1908, foi o lingüista Ronald Pegar Kent, que conseguiu fazer a leitura e tradução. No entanto, antes de do casal de turistas iraniano encontrar a inscrição, nenhum cientista sabia de seu paradeiro. Não havia nenhuma foto disponível. Uma viagem do casal levou a encontrar a localização exata da pedra de Xerxes perto do Lago de Vã. Eles trouxeram de volta um filme completo e fotografias.

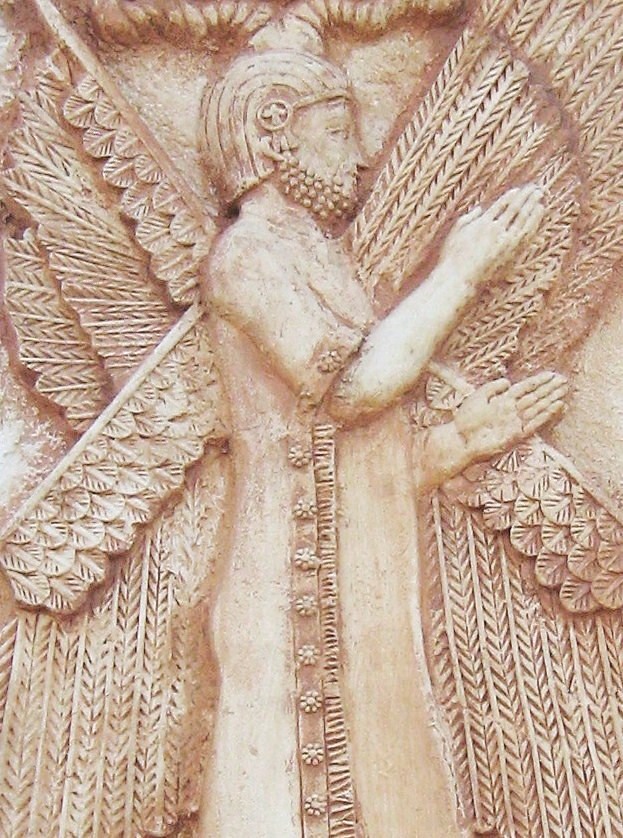
Ciro II
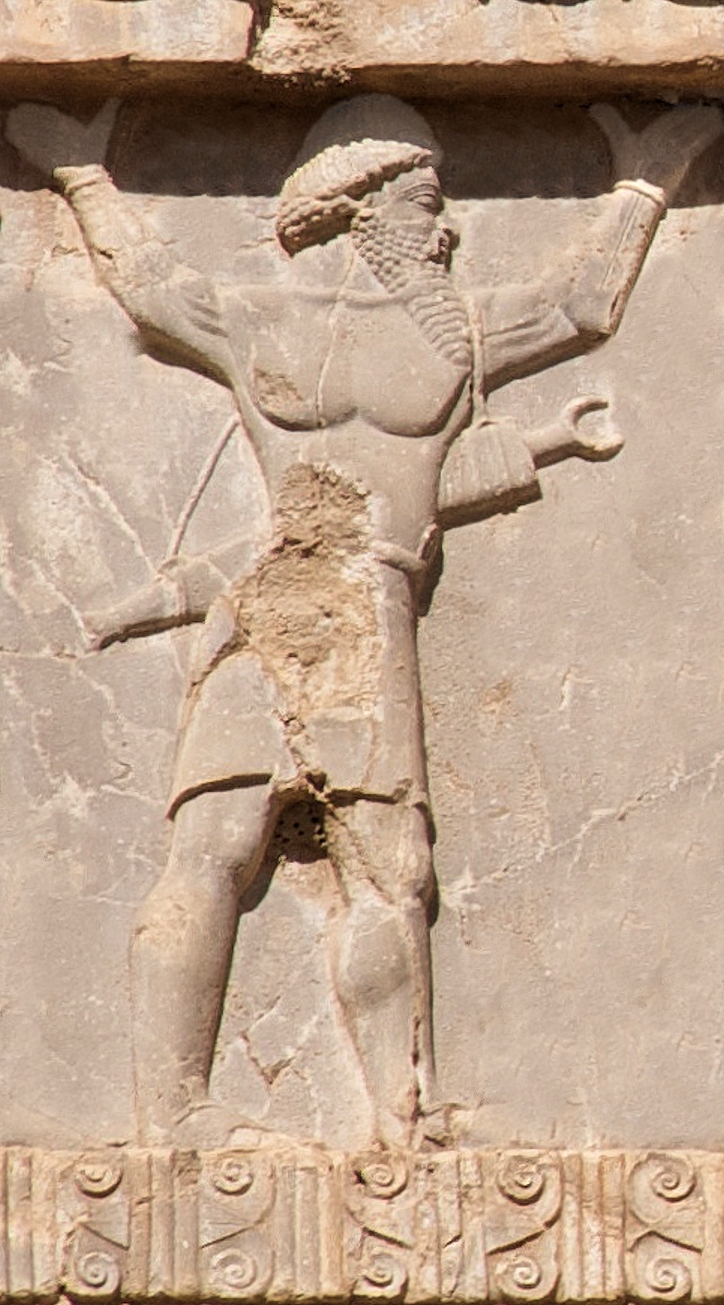
Xerxes I
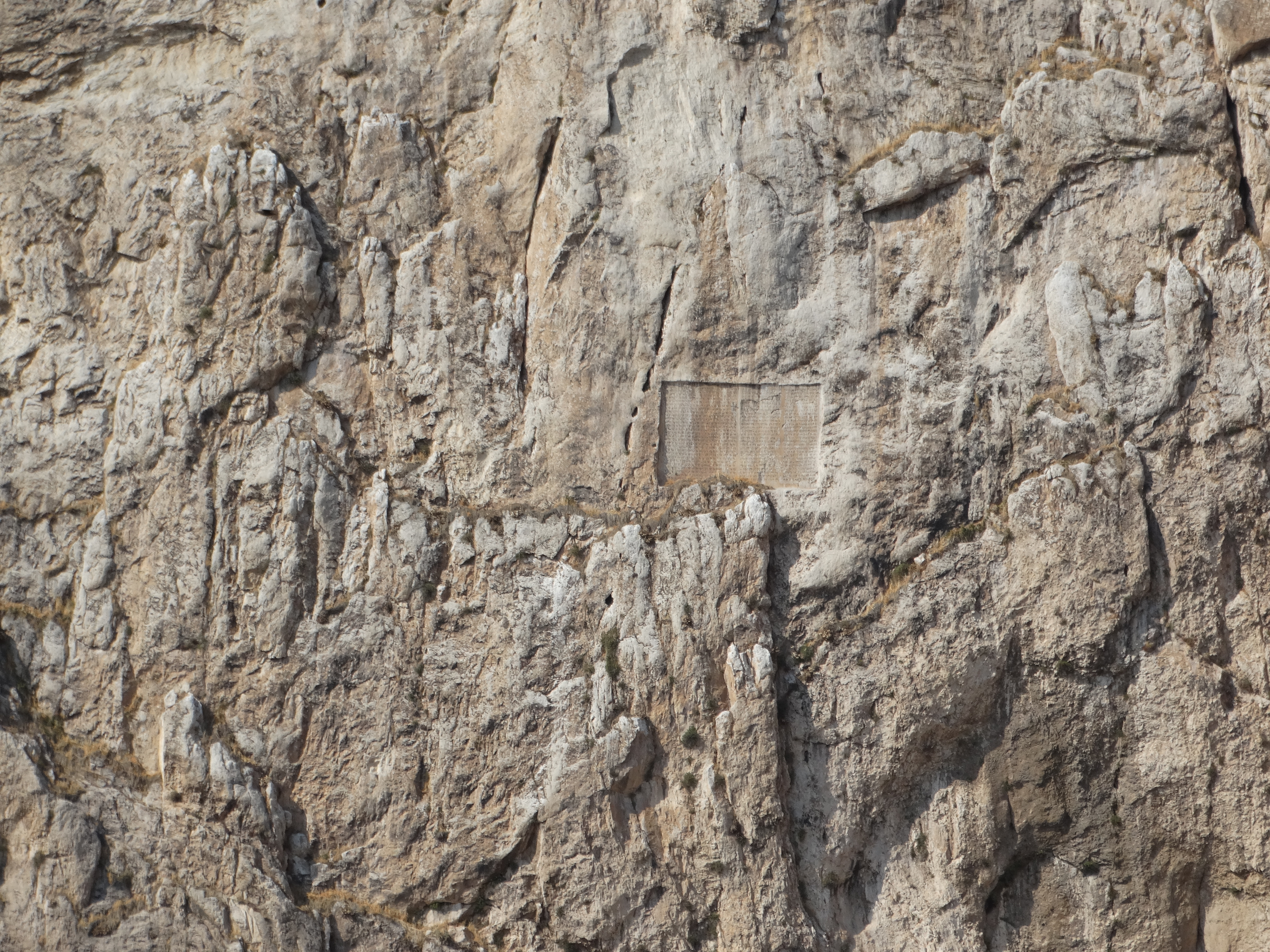
Uma pedra ao lado da Fortaleza de Van com a inscrição de Xerxes gravada nela